# Principio de no confiscatoriedad
En derecho tributario, el Principio de no confiscatoriedad consiste en que la recaudación impositiva llevada a cabo por el Estado nunca podrá ser tal que conlleve la privación completa de bienes del sujeto, es decir, el 100%.
Luego, en función de la normativa de cada país, el porcentaje máximo (60, 70, 90...) que se considere como punto máximo de privación de bienes del sujeto será diferente.
Dicha privación podrá ser tasaoporcionalidad y progresividad), dado que un valor confiscatorio del 90% del patrimonio de una persona con 10.000 € será más perjudicial que para un sujeto con un patrimonio de 10.000.000 € (evidentemente el segundo sujeto pierde más dinero, pero al primero le supone para su subsistencia un golpe mayor).